# ダウニング街10番地
ダウニング街10番地（ダウニングがいじゅうばんち、英: 10 Downing Street）は、イギリスの首相が居住し、執務する官邸の所在地であり、官邸またはイギリス首相の代名詞として用いられる。厳密には首相官邸ではなく、第一大蔵卿官邸であるが、1905年以後は首相が第一大蔵卿を兼務しているため、事実上の首相官邸となっている。イギリスではナンバー10（Number 10）と呼ばれることが多い。

## 概要
首都ロンドンの中心部、シティ・オブ・ウェストミンスターのダウニング街の一角に位置するイギリス首相の官邸は、300年以上の歴史があり、およそ100室を備える。現在の建物は3階建てで、「10」と番地だけ書かれた玄関の扉が有名である。これは官邸は国有資産であり、個人の表札は付けられないためとも言われるが、元来イギリスの家屋は、番地や住居番号、部屋番号だけを表示し、個人名を掲げる習慣はない。建物の上層階には首相の家族のための居住スペースなどがあり、日本の内閣総理大臣公邸よりは、むしろアメリカのホワイトハウス（官舎ではなく大統領が一家で住む）と同様のスタイルである。
地階にはキッチンがある。他の複数の階には、事務室、会議室、応接室、居間、食堂が設置されており、そこでは首相が執務したり、政府の大臣、外国の首脳や政府高官らが会見を開いたり、接待されたりする。裏には屋内の中庭と0.5エーカー (2000平方メートル) の庭園がよく見えるテラスがある。セント・ジェームズ・パークに隣接するこの官邸は、イギリス女王または国王が住むバッキンガム宮殿と英国議会の両院の国会議事堂であるウェストミンスター宮殿の近くにある。
当初3棟あったナンバー10は、1732年に国王ジョージ2世が初代首相のロバート・ウォルポール卿に与えようとしたもので、ウォルポール卿はこれを自身個人への贈り物としてではなく、第一大蔵卿の官邸とすることを条件として受け取った。ウォルポール卿は建築家のウィリアム・ケントに、この3棟を合わせて1棟に改築するよう依頼し、この大きな官邸がダウニング街10番地として今日まで知られている。
しかし、その手配は直ちに功を奏することはなかった。その大きさと国会議事堂に近い立地の良さにもかかわらず、初期の首相たちのほとんどはナンバー10に住むことはなかった。維持費用がかさむために、手入れもされず、荒れ果てたナンバー10は幾度か取り壊しの危機に瀕したこともあったが、この資産は存続され、イギリス史において多くの政治家や行事と関連づけられるようになっていった。1985年に当時のマーガレット・サッチャー首相は、官邸は「国家遺産の中でも最も貴重なものの一つ ("one of the most precious jewels in the national heritage") 」になったと評している。
なお、「10」は番地（地番）ではなく住居番号である（日本における「a丁目b番c号」の「c号」に相当する）。よって、本来は“番地”もつかない「ダウニング街10」となる。

## 歴史
1682年、初代準男爵サー・ジョージ・ダウニング（庶民院議員でケンブリッジ大学ダウニング・カレッジ創設者。）が周辺の土地を購入し、ダウニング街を開発した。
ダウニング街10番地の邸宅は1690年にヘンドリック・ファン・ナッサウ＝アウウェルケルクに与えられた。1708年にヘンドリックが、1720年1月にその妻が死去した後は王領に戻されたが、今度はハンス・カスパール・フォン・ボートマー伯爵（1732年没）に与えられた。
1732年、初代首相ロバート・ウォルポールが時の国王・ジョージ2世に与えられたダウニング街の邸宅に住み始めて以来、一時期を除いて歴代首相の官邸として使用されている。

## ネコの職員
ダウニング街ではネズミが多く住み着いており、1500年代初期からネコをネズミ捕り兼ペットとして飼っていたが、1924年からは「首相官邸ネズミ捕獲長 (Chief Mouser to the Cabinet Office) 」として正式に「雇用」している。身分は公務員と見なされる。給与は2005年時点で年100ポンド。
著名な職員はハンフリーやウィルバーフォースなどがいる。現職の首相官邸ネズミ捕獲長は、ラリー。

## 周辺地区
9番地は枢密院司法委員会（2009年9月まで）、11番地は財務大臣公邸、12番地は院内幹事長公邸として使われている。邸宅前の通りは、サッチャー政権以前は普通の道路として一般車両も通行できたが、1989年から封鎖され、関係者以外は排除されている。

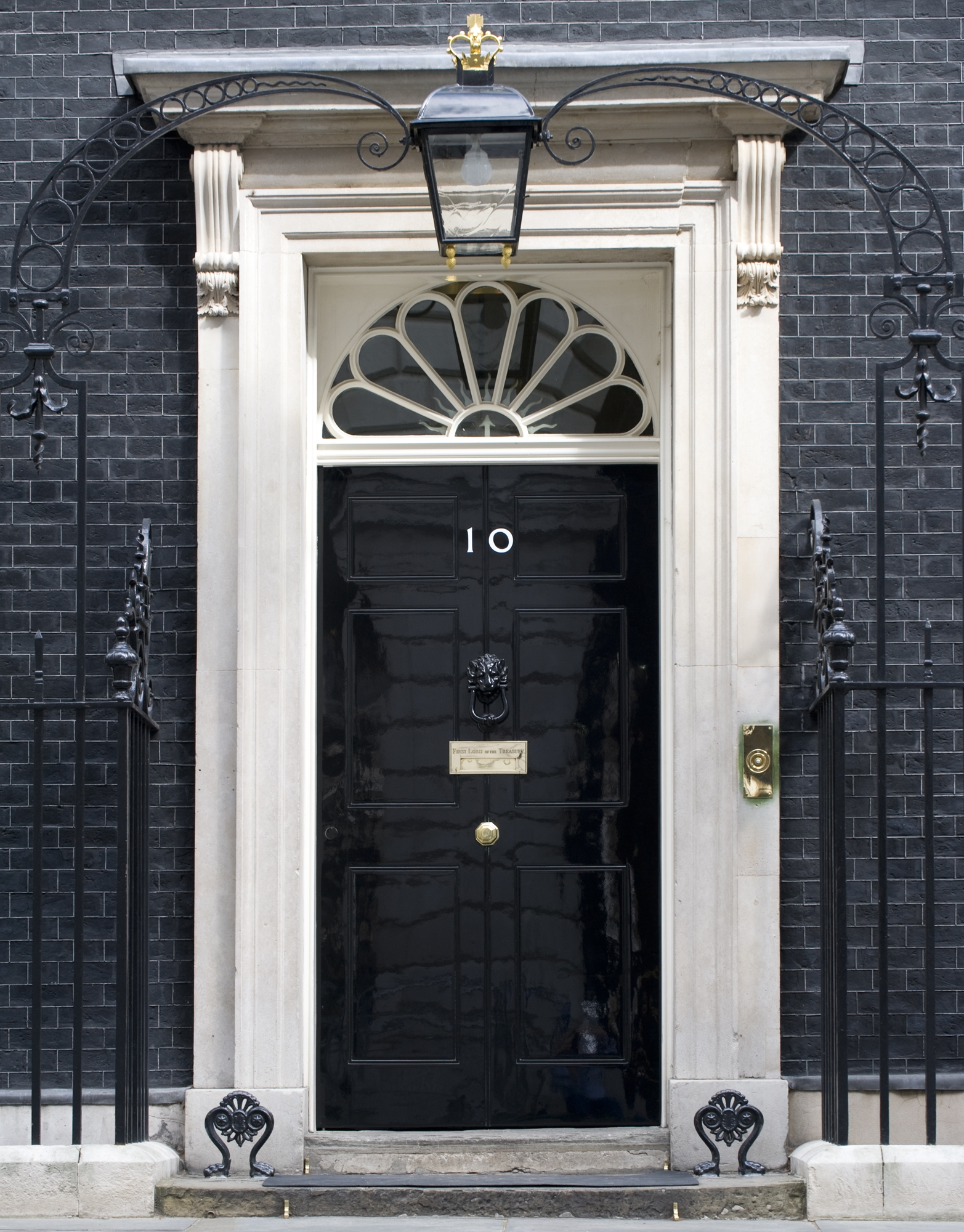
黒い正面玄関
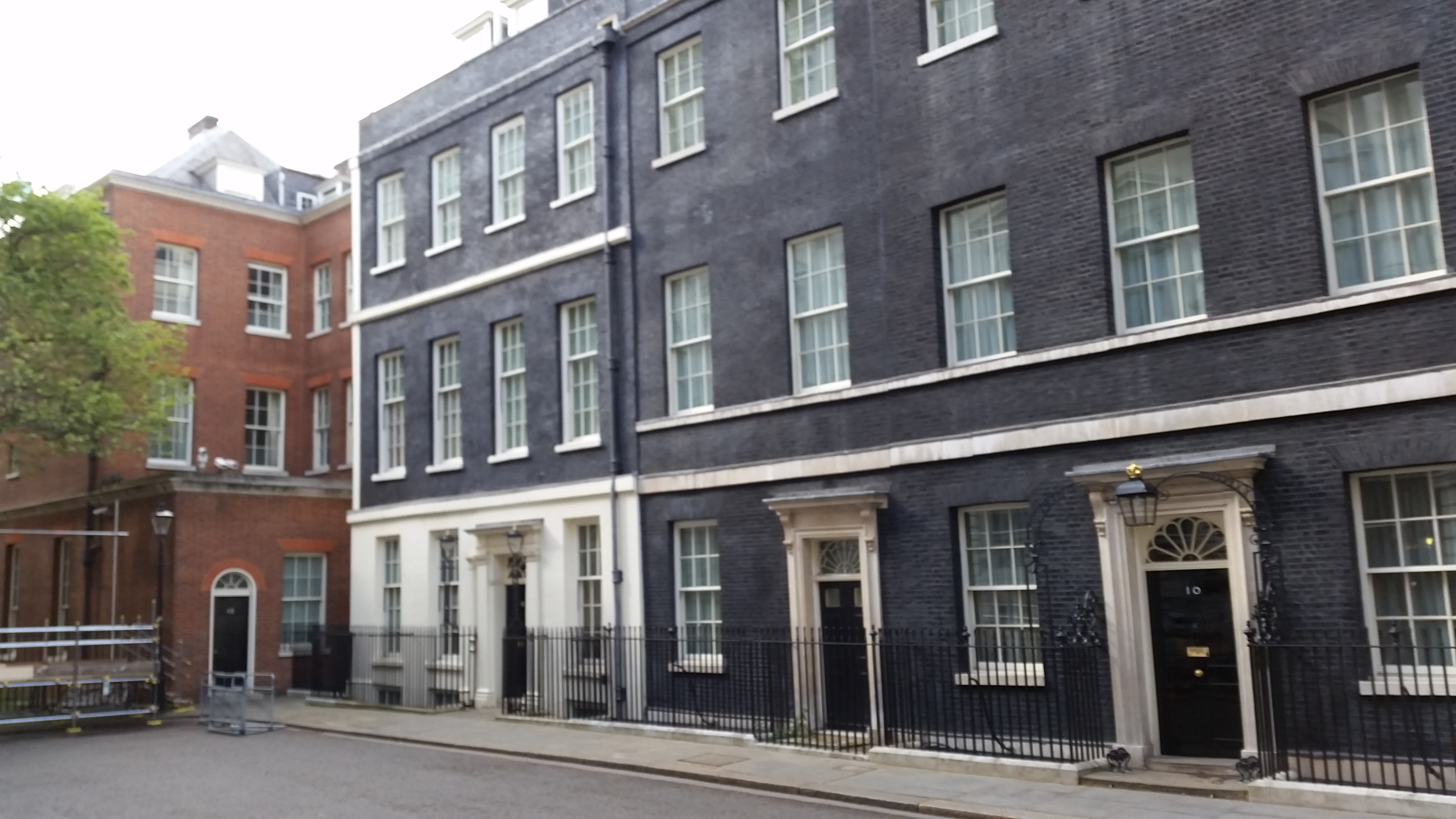
全体像 明り採りの窓に半円の飾りがある右のドアが玄関口
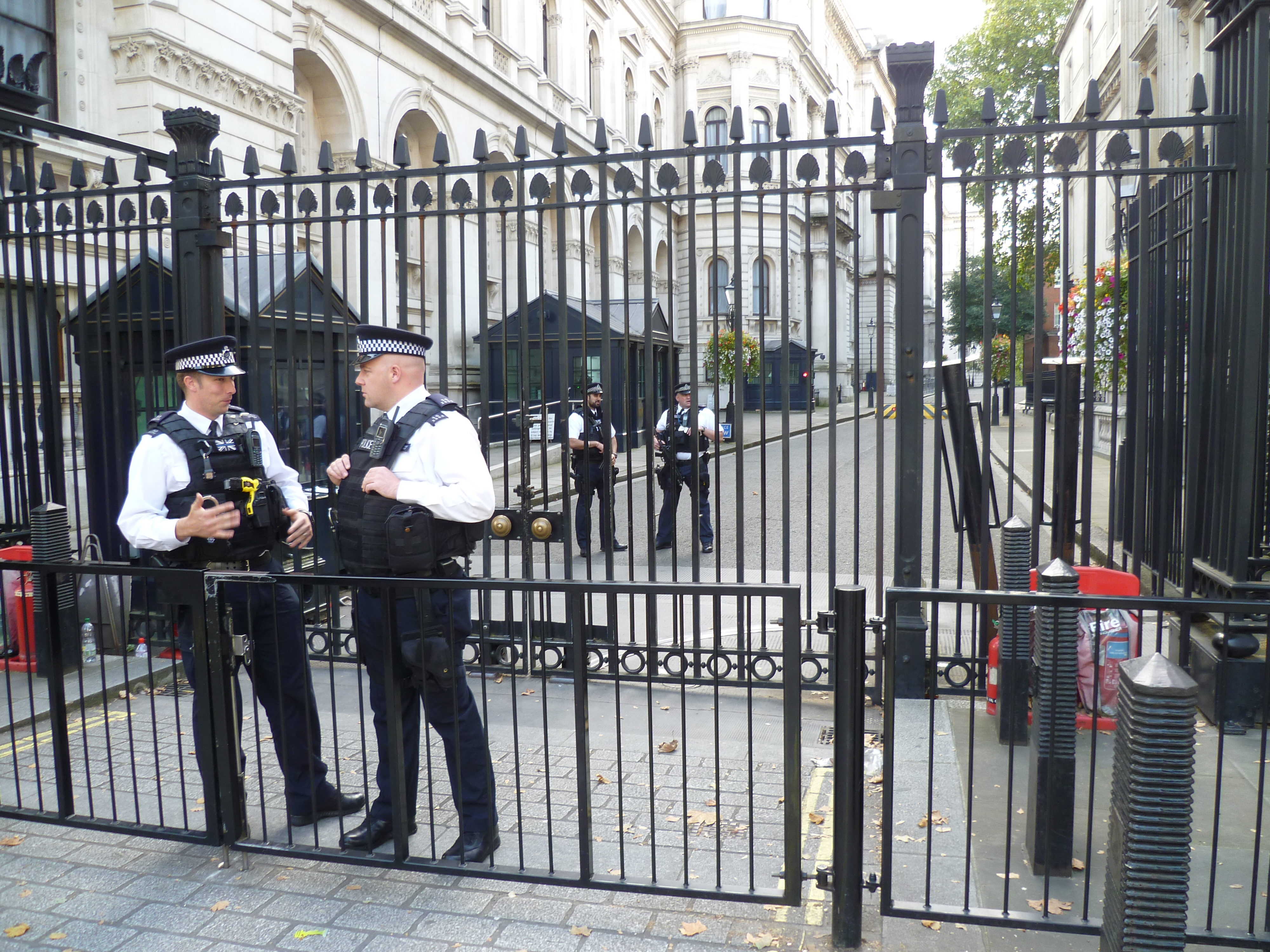
通り入り口の鉄柵 扉は関係者の出入りの時のみ開く
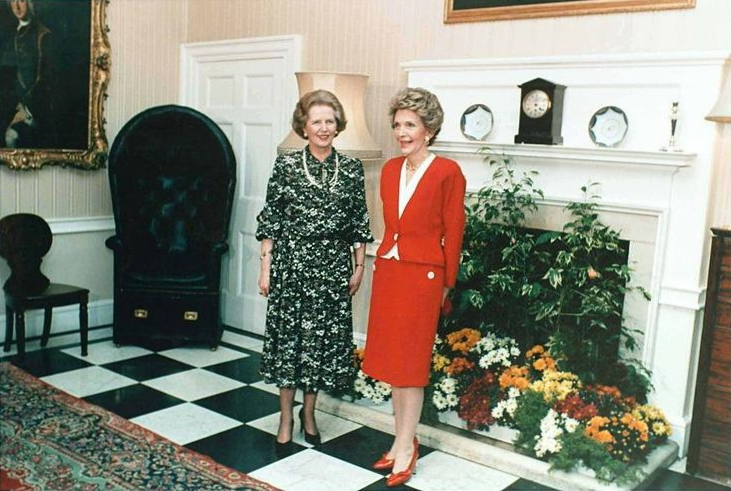
エントランスホールのサッチャー首相とレーガン米大統領夫人
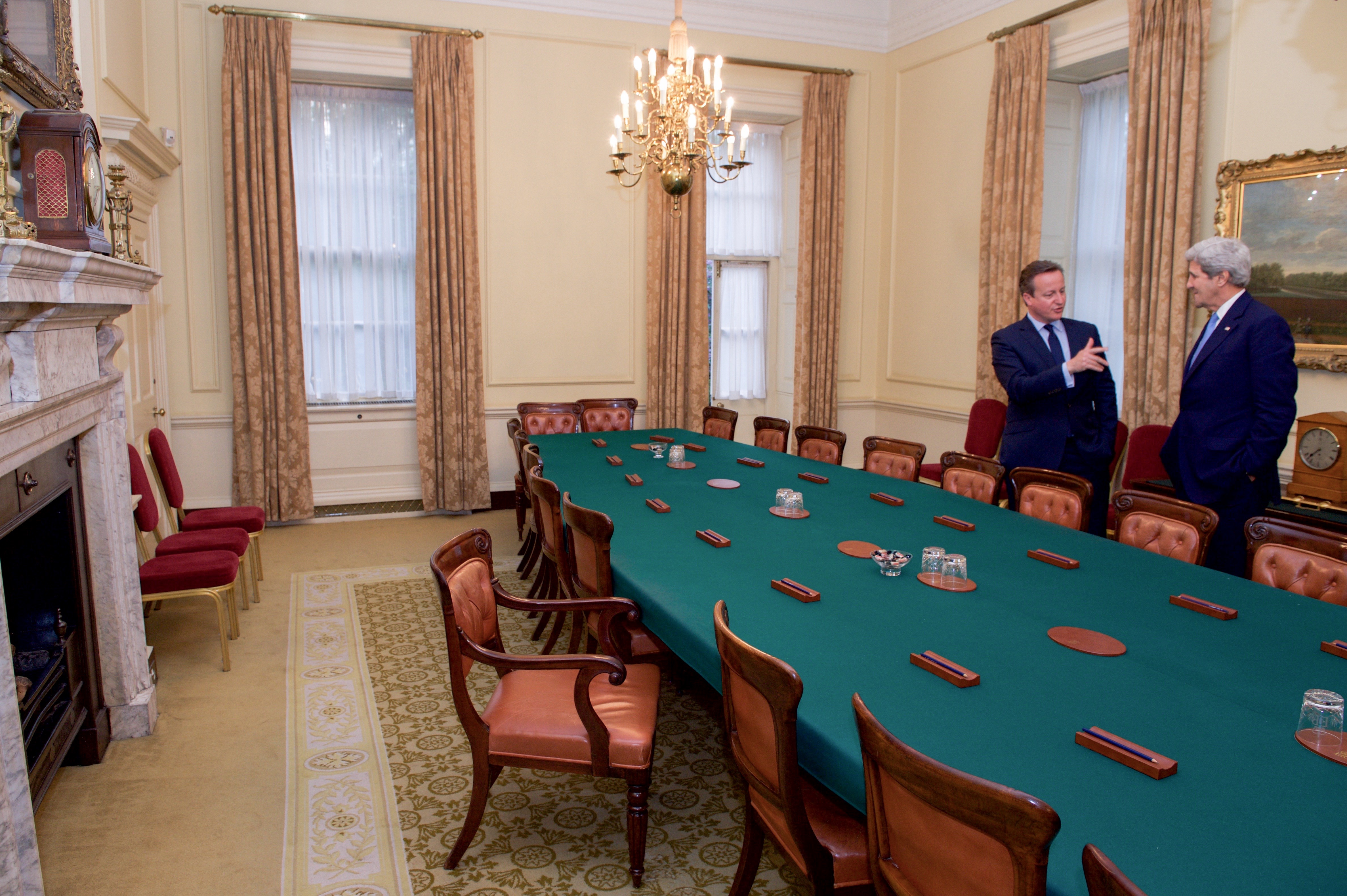
内閣会議室のキャメロン首相とケリー米国務長官
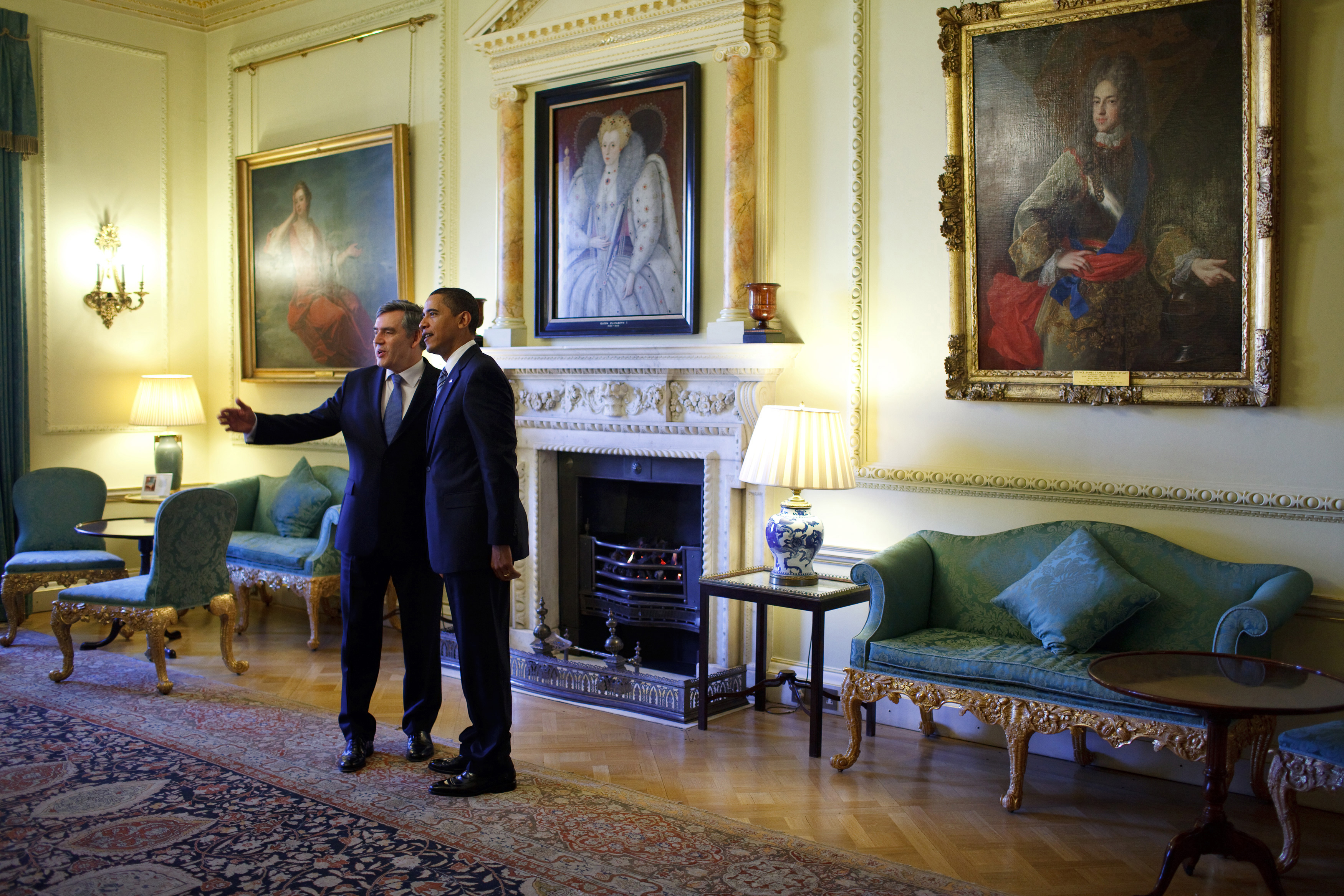
絵画室のブラウン首相とオバマ米大統領